# 遙かなる時空の中で2-白き龍の神子-
『遙かなる時空の中で2〜白き龍の神子〜』（はるかなるときのなかで2〜しろきりゅうのみこ〜）はコーエーから上巻が2003年3月26日、中巻が2004年1月28日、下巻が2005年2月2日に発売されたオリジナルビデオアニメーション。全巻セットが下巻と同日に、DVD BOXが2006年1月25日、廉価版が2006年12月20日に発売された。
女性向け恋愛シミュレーションゲームの『遙かなる時空の中で2』をもとにしたアニメーション。

## ストーリー
突如異世界京へ召喚された女子高生の花梨。知り合いもいない、どんな世界かも分からない場所に放り出される形となった彼女に次々に災難が降りかかり、ついには孤独と疲れから倒れてしまう。
自分が龍神の神子だと知った花梨だが、龍神の神子を守るべき八葉たちは、なかなか八葉として協力しようとしない。その上、親切心でした行為が元で騒動となりる。
武士団の棟梁から花梨暗殺を命令された頼忠は、花梨を連れ出し、命令を実行しようとする。

## 登場人物
- 高倉花梨 - 川上とも子
- 源頼忠 - 三木眞一郎
- 平勝真 - 関智一
- イサト - 高橋直純
- 彰紋 - 宮田幸季
- 藤原幸鷹 - 中原茂
- 翡翠 - 井上和彦
- 源泉水 - 保志総一朗
- 安倍泰継 - 石田彰
- 藤原深苑・紫 - 大谷育江
- 平千歳 - 桑島法子
- 源時朝 - 石井康嗣
- 和仁 - 浅川悠
- アクラム - 置鮎龍太郎
- シリン - 川村万梨阿
- 龍神 - 石塚運昇

## スタッフ
- 企画・制作 - コーエー
- 監督 - 宮崎なぎさ（上巻）、つなきあき（中・下巻）
- キャラクターデザイン - 水野十子
- アニメーションキャラクターデザイン - 林明美
- 脚本 - 岡崎純子
- 絵コンテ - 宮崎なぎさ（上巻）、矢吹勉（中巻）、祝浩司（下巻）
- 演出 - 宮崎なぎさ（上巻）、つなきあき（中巻）、祝浩司（下巻）
- 作画監督 - 大竹紀子（上巻）、林明美（上巻）、森田奈苗（中巻）、をがわいちろを（下巻）
- 総作画監督 - つなきあき（中巻）、森田奈苗（下巻）
- 美術監督 - 柴田千佳子（上巻）、滝口比呂志（中・下巻）
- 色彩設計 - 有尾由紀子
- 撮影監督 - 大山佳久（上巻）、松崎信也（中巻）、荒川浩介（下巻）
- 編集 - 森田清次
- 音楽 - 佐藤直紀
- 音響監督 - 本田保則
- アニメーション制作 - ゆめ太カンパニー

## 主題歌
オープニングテーマ「上昇気流」
歌：DASEIN
エンディングテーマ「修羅（HYPER BEAT MIX）」
歌：DASEIN